# Stefan Nijland
Stefan Nijland est un footballeur néerlandais, né le 10 août 1988 à Hoogezand aux Pays-Bas. Il évolue au poste d'attaquant au PEC Zwolle.

## Palmarès
- PEC Zwolle
  - Vainqueur de la Supercoupe des Pays-Bas en 2014